# 낙태
낙태(落胎, 영어: abortion)는 다른말로 유산(流産)이라고도 하며 이는 자연분만기에 앞서서 자궁 내의 태아나 배가 자연적 혹은 인위적으로 모체 밖으로 배출 혹은 모체 내에서 사망한 것을 의미한다.
낙태의 여러 양태 중 태아가 달이 차기 전에 저절로 죽어서 나오는 것을 유산 혹은 자연 유산이라고 부른다.
인위적으로 행하는 낙태는 인공 유산(人工流産)이라 부르며 대한민국에서는 그 중에서 대한민국법에서 허용한 낙태의 의료적인 행위를 인공임신중절(人工姙娠中絶) 혹은 임신중절술(姙娠中絶術)로 부른다. 낙태라 함은 흔히 임신중절술(姙娠中絶術)을 의미한다.

## 유산
유산(流産, 문화어: 애지기, miscarriage)은 태아의 생존력이 완성되기 이전에(약 20주 이내, 태아의 무게가 500g 이하)태아가 자궁 밖으로 나옴을 의미한다.

### 유산의 종류
유산은 다음과 같이 나뉜다.
다만 의학적인 목적이 아닌 일반인들의 대화에서 사용할 경우 하기의 구분 중 인공 유산을 제외한 자연스럽게 사망하여 배출되는 모든 양상을 통칭하는 경우가 많다.
1. 자연유산: 인위적인 요소가 없는 상태에서 저절로 일어나는 유산
2. 인공유산: 인위적으로 일어나게 만든 유산
3. 습관성유산: 한 산모에서 3회 이상의 자연 유산이 일어난 경우
4. 불가피유산: 양막이 파열되고 자궁경부가 열리는 현상. 이런 상황하에선 언제나 유산이 일어나기 마련이다
5. 계류유산: 태아가 죽었음에도 불구하고 계속해서 2개월 이상 임신이 지속되는 현상
6. 절박유산: 임신 초반기 20주 내에 혈성 질 분비물이나, 확실한 질 출혈이 생기는 현상. 자연 유산의 확률이 대단히 높은 경우이므로 절대 안정이 요청된다.
7. 불완전유산: 유산이 일어나고 난 뒤에도 계속해서 태아 또는 태반의 일부분이 자궁 속에 남아 있는 경우
8. 완전유산: 불완전유산 때와 달리 태아와 태반이 완전히 자궁 밖으로 나온 유산

## 인공임신중절
인공임신중절이란 인위적으로 행하는 인공 유산(협의의 낙태) 중 우리법에서 허용한 의료인의 의료적인 낙태 행위를 인공임신중절 혹은 '임신중절술로 부른다. 외국에서는 먹는 낙태약을 복용하는 국가가 많다. 임신중절술을 일상 대화에서 흔히 낙태라 표현하기도 한다.

## 각국의 법제
낙태를 예외적으로 허용하는 방식에는 '기간 규정 방식'과 '정당화 사유 규정 방식'이 있다.
1) 기간 규정 방식
태아가 자궁에 착상된 후의 일정한 기간을 정하여 허용 기간 내에서만 제한적으로 낙태를 정당화하는 방식으로, 미국 대법원의 3분법이 대표적이다.
2) 정당화 사유 규정 방식
낙태를 정당화할 수 있는 사유를 규정해 두고 기간 제한 없이 낙태를 허용하는 방식
우리나라는 모자보건법에서 유전적 질환이나 법적 전염병과 같은 의학적 사유 또는 근친상간이나 강간과 같은 법적 사유의 경우에 한하여 낙태를 허용한다.

### 미국
미국에서는 1973년 1월 22일에 연방대법원이 로 대 웨이드(Roe v. Wade)사건에서 낙태의 자유를 명시하였다. 이 소송은 텍사스주에 사는 임신 여성 로가 낙태를 금지하는 주정부 법무장관 헨리 웨이드를 상대로 다른 주(州)로 '원정 낙태'를 떠나는 비용을 청구한 사건으로, 미국 연방대법원은 로의 손을 들어주어 임신여성의 임신유지 여부에 관한 독자적 결정권을 보장하였다.
이후 형성된 미 연방 대법원 판례는 임신 초기(임신 12주 이내)의 낙태는 임신부의 독자적인 판단에 속하는 것으로 보고, 낙태의 실행은 의사의 시술에 맡기도록 하고 있다. 또, 임신 중기(임신 12주~6개월)의 낙태 금지는 주정부의 재량에 맡기고, 임신 후기(임신 6개월 이후)에는 낙태를 금지하도록 했다. 그러나 낙태에 대한 진보와 보수 세력 간의 의견 차이가 워낙 커서 미국 사회에서 낙태는 여전히 끝없는 논쟁을 낳고 있다. 미국의 로마 가톨릭과 복음주의 개신교에서는 낙태에 강력하게 반대하며 이를 정치이슈화하고 있다.
미국 가임(可妊) 여성의 낙태율은 1,000명당 21명이다.(대한민국은 1,000명당 15.8명) 미국의 낙태율은 1980년대 초반(29명)을 정점으로 조금씩 떨어지고 있는 추세이다.

#### 미국 연방 대법원 판례
미성년자가 낙태를 하기 전에 전 그의 부모에게 통지를 강제하는 법률조항은 만족스러운 사법적 우회 절차가 없는 한 미성년자의 헌법상 사생활에 대한 권리를 침해하며, 따라서 법원으로 하여금 다음의 경우 부모에게 통지없이도 낙태를 허가할 수 있도록 하여야 한다.
1. 미성년자가 충분히 성숙하고 사실을 인식하여 독자적 낙태여부를 결정을 할 수 있고
2. 낙태가 미성년자에게 확실히 이익이 될 때
또한 사설병원이 아닌 공공병원에서만 낙태시술을 전면 금지하는 것은 합헌이라고 판시하였다.

### 남미
로마 가톨릭이 전통교회인 남미에서는 낙태를 일부 제한하는 편이다. 멕시코·브라질·아르헨티나·파라과이·페루·칠레 등은 사회·경제적인 이유로 낙태하는 것을 금지하고 있으며, 임신부의 건강이 위태로운 경우만 허용한다.

### 유럽
유럽 국가들은 낙태를 여성의 선택으로 보고 비교적 폭넓게 허용하고 있다.
1. 영국에서는 1968년부터 임신 24주까지는 포괄적으로 낙태가 가능하도록 했다.낙태를 중벌로 다스렸던 그전 150년간의 관행을 거둔 것이다. 하지만 낙태 시술은 의사 2명의 동의를 얻어야 하며, 의사는 양심에 따라 시술을 거부할 수 있다. 현재 임신 중절의 88%는 임신 13주 이내에서 이뤄지고 있다.
2. 스위스에서는 임신 10주까지 여성의 선택에 따라 임신을 종결할 수 있다.
3. 독일·덴마크·이탈리아·스페인·룩셈부르크 등에서는 임신 12주까지 낙태를 허용하고 있다.
4. 아일랜드에서는 과거 임신부의 생명이 위협받지 않는 한 낙태를 허용하지 않았지만 2018년 법 개정으로 12주 내에는 자신의 의사에 따라 낙태가 가능하다.
5. 루마니아의 독재자 차우셰스쿠는 인구를 늘리기 위해 출산을 장려하고, 낙태를 금지했다.

### 아시아
1. 일본은 정당하고 합리적인 사유없이 낙태를 한 부녀자는 형법 제 212 조에 의해 처벌받는다.
2. 중화인민공화국과 싱가포르도 임신부의 요청에 의한 낙태를 인정하고 있다.
3. 중화민국(타이완)은 임신 24주까지 포괄적으로 허용하고 있다.[12]

## 대한민국의 현황
대한민국에서는 과거에 ‘낙태죄’를 정하여 인위적인 낙태를 전면적으로 금지하고 낙태를 한 임신부는 형법 269조에 따라 1년 이하의 징역 또는 200만 원 이하의 벌금에 처했고, 임신부 외에 낙태행위를 한 사람 또한 (의사, 한의사, 조산사, 약제사 또는 약종상) 형법 270조에 따라 처벌했었다.
다만, 모자보건법의 인공임신중절 허용사유에 해당하는 경우에는 낙태죄로 처벌하지 않았다.
1. 본인 또는 배우자가 대통령이 정하는 유전학적 정신장애나 신체질환이 있는 경우
2. 본인 또는 배우자가 대통령이 정하는 전염성 질환이 있는 경우
3. 강간 또는 준강간에 의하여 임신된 경우
4. 법률상 혼인할 수 없는 혈족 또는 인척 간에 임신된 경우
5. 임신의 지속이 보건의학적 이유로 모체의 건강을 심히 해하고 있거나 해할 우려가 있는 경우

그러나, 1950년대에는 한국전쟁 등의 여파로 실제 집행되지 않았다. 이후에도 대한민국 정부는 1962년부터 1996년까지 강력한 산아 제한 정책을 펴는 과정에서 그 정책적 목적을 달성하기 위하여 낙태행위를 거의 규제하지 않았다. 이로 인해 1980년대에는 낙태가 급증하였고, 1994년 한국 갤럽의 조사에 따르면, 1990년대 초에는 매년 150만여 건의 낙태가 이루어진 것으로 추산된다. 이는 1994년의 출생아수 72만8천여 명의 2배에 달하는 수치이다.
1990년대 초에 정점을 이룬 낙태는 이후 지속적으로 감소하여 2005년에는 34만2천여 건의 낙태가 이루어졌으며, 2010년에는 16만9천여 건으로 감소한 것으로 보건복지부가 추정하였다. 같은 시기 출생아수는 2005년에 43만8천여 명, 2010년에 47만여 명이었다.

### 2012년 낙태죄 처벌 조항에 대한 헌법소원
조산사 모씨가 2010년 1월 임신 6주된 태아를 낙태시켜 달라는 임신부의 부탁을 받고 낙태수술을 해준 일로 낙태죄로 불구속 기소되어 재판을 받고 있던 중, 위헌법률심판제청을 신청했으나 법원에서 기각되었다. 해당 조산사는 2010년 말 형법 제270조 1항에 대해 헌법소원을 제기했다 (2010헌바402). 2011년 11월 헌법재판소는 공개변론을 열었다.
2012년 8월 헌법재판소는 재판관 8명(공석 1명)이 참여한 낙태죄에 대한 선고에서 4대4 의견으로 합헌 판정을 내렸다 (2010헌바402). 임신부의 자기결정권보다 태아의 생명권을 보호하는 게 더 중요하다는 것이 주요논지였다.

### 2017년 낙태죄 처벌 조항에 대한 헌법소원
산부인과 의사 모씨가 2013년 11월~2015년 7월에 걸쳐 임신부의 부탁을 받거나 동의를 구해 69회에 걸쳐 낙태수술을 한 혐의로 (업무상 승낙 낙태) 형사재판에 기소된 후 1심 재판 중, 형법 269조 1항(자기낙태죄)과 270조 1항(의사낙태죄)이 위헌이라며 재판부에 위헌법률심판제청을 신청했으나 기각되었다. 이에 2017년 2월 해당 의사는 직접 헌법소원을 제기했다.(2017헌바127). 2018년 5월 24일 공개변론이 열렸고 이는 2012년 낙태죄 위헌공개변론 이후 6년 만에 열린 것이었다. 
2019년 4월 11일 헌법재판소에서 낙태죄에 관해 '헌법불합치' 판결을 내렸다. '단순위헌' 의견은 3명 (이석태, 이은애, 김기영), '헌법불합치' 의견은 4명 (유남석, 서기석, 이선애, 이영진), '합헌' 의견은 2명이 (조용호·이종석) 제시했다. 헌재의 주요 논지는 낙태를 전면 반대하고 제한적으로 허용하는 건 여성의 자기결정권을 과도하게 침해한다는 것이었다. 이러한 결정은 1953년 낙태죄가 제정된 지 66년 만에 나온 폐지 결정으로 평가되었다. 다만 이는 '위헌성'을 인정하지만 기존에 낙태죄로 처벌을 받았던 사람들이 재심을 통해 무죄 판단을 받을 수 없음을 시사한다. 또한 헌법불합치 판결에 따라, 헌재는 2020년 12월31일을 시한으로 개정할 것, 그때까지 현행법을 적용할 것, 개정되지 않을 경우 2021년 1월1일부터 효력을 상실시켜 전면 폐지할 것을 주문했다. 헌법소원을 제기한 산부인과 의사의 항소심에서 광주지법 형사3부는 원심을 파기하고 낙태죄에 대해 무죄를 선고했다.
이후 국회의 해당 조항 개정 시도는 정의당 이정미 의원이 2019년 4월 발의한 개정안을 제외하면 전무하였다. 해당 개정안은 2019년 7월 소관 상임위에서 단 한 차례 논의된 뒤 계류되어 20대 국회 임기 종료와 함께 자동 폐기되었으며, 공동 발의한 의원 10명 중 9명이 21대 총선에서 낙선하거나, 아예 선거에 출마하지 않았다. 2020년 10월 법무부, 보건복지부, 식품의약품안전처가 형법ㆍ모자보건법 개정안의 정부 입법안을 입법예고했으나, 여성단체 등이 개정안 내용에 반대 의사를 밝혔다. 결국 2020년 12월 31일까지 낙태죄 조항이 개정되지 않으면서 2021년 1월 1일부터 낙태죄 규정은 자동 폐지되었다.

### 판례
- 적극적으로 염화칼륨을 주입하여 미숙아를 사망에 이르게 하였다면 미숙아를 살해하려는 범의가 인정되므로 업무상 촉탁낙태죄와 살인죄의 실체적 경합범이 성립한다[31]

## 같이 보기
- 유산
- 인공임신중절
- 낙태법

## 참고 문헌
- 김일수, ⟪법 인간 인권(제3판)⟫, 박영사 ,1999
- 심영희, ⟪낙태의 실패 및 의식에 관한 연구⟫, 형사정책연구원, 1991